# Married to Order
Married to Order est un film américain réalisé par Charley Chase avec Oliver Hardy, sorti en 1920.

## Synopsis
Le père de Rose s'oppose au mariage de sa fille avec un jeune homme qu'il trouve trop effeminé. Celui-ci déguise sa fiancée pour faire croire que c'est son frère jumeau.

## Fiche technique
- Réalisation : Charley Chase
- Producteur : Nat H. Spitzer
- Distributeur : Reelcracft picture Corp[1].
- Durée: 16 minutes
- Date de sortie : 30 octobre 1920

## Distribution

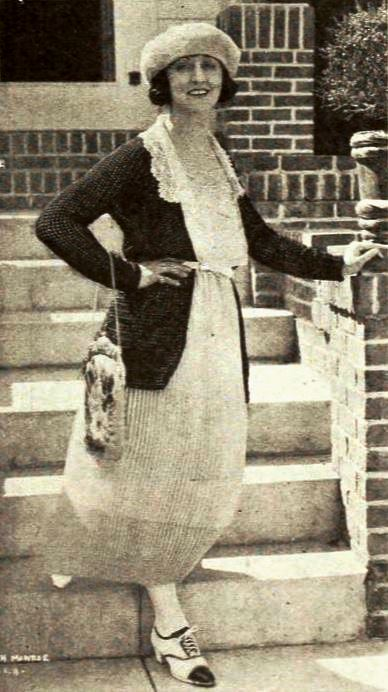
Rosemary Theby en 1920.

- Rosemary Theby : Rose
- Oliver Hardy : le père de Rose
- Charley Chase : le prétendant
- Leo White
- Bud Ross : le vendeur de voitures

## Production
Le film a été tourné en 1918, et n'est sorti qu'en octobre 1920,.